# Jack Cooper-Love
Jack Cooper-Love (Aneby, 25 december 2001) is een Zweeds-Engels voetballer die doorgaans speelt als aanvaller. Hij komt uit voor De Graafschap, dat hem huurt van Burton Albion FC.

## Clubcarrière
Cooper-Love werd geboren in het Zweedse Aneby als kind van Engelse ouders en begon met voetballen bij zijn lokale club. Hij werd in 2016 opgenomen in de jeugdopleiding van IF Elfsborg. Hij debuteerde voor Elfsborg op 28 februari 2021 in het betaald voetbal, in een bekerwedstrijd tegen Utsiktens BK (4-1). Hij speelde dat seizoen ook zes competitiewedstrijden in de Allsvenskan en één kwalificatiewedstrijd voor de UEFA Conference League tegen FC Milsami Orhei (5-0). Voor de tweede helft van het seizoen werd hij verhuurd aan Örgryte IS in de Superettan. Voor het seizoen 2022 werd hij verhuurd aan Skövde AIK. Bij Skövde scoorde hij 14 doelpunten in 27 wedstrijden. In het seizoen 2023 begon hij bij Elfsborg, maar werd voor de tweede helft verhuurd aan Halmstads BK. In het seizoen 2024 werd hij verhuurd aan GAIS Göteborg, waarna Elfsborg hem in de zomer van 2024 verkocht aan Burton Albion FC, dat uitkwam in de League One.

### De Graafschap
In februari 2025 werd Cooper-Love verhuurd aan De Graafschap, dat uitkwam in de Keuken Kampioen Divisie. Hij debuteerde op 7 februari tegen FC Den Bosch (1-0). Hij kwam in de slotminuten in de ploeg voor Tristan van Gilst. Op 6 april 2025 scoorde hij zijn eerste doelpunt, tegen Roda JC (2-0). 

## Statistieken
| Seizoen | Club             | Competitie     | Competitie | Competitie | Beker | Beker | Overig | Overig | Totaal | Totaal |
| Seizoen | Club             | Competitie     | Wed.       | Dlp.       | Wed.  | Dlp.  | Dlp.   | Dlp.   | Wed.   | Dlp.   |
| ------- | ---------------- | -------------- | ---------- | ---------- | ----- | ----- | ------ | ------ | ------ | ------ |
| 2021    | IF Elfsborg      | Allsvenskan    | 6          | 0          | 2     | 0     | 1      | 0      | 9      | 0      |
| 2021    | → Örgryte IS     | Superettan     | 9          | 0          | 0     | 0     | 0      | 0      | 9      | 0      |
| 2022    | IF Elfsborg      | Allsvenskan    | 2          | 0          | 0     | 0     | 0      | 0      | 2      | 0      |
| 2022    | → Skövde AIK     | Superettan     | 27         | 14         | 0     | 0     | 0      | 0      | 27     | 14     |
| 2023    | IF Elfsborg      | Allsvenskan    | 11         | 1          | 0     | 0     | 0      | 0      | 11     | 1      |
| 2023    | Halmstads BK     | Allsvenskan    | 16         | 2          | 1     | 2     | 0      | 0      | 17     | 4      |
| 2024    | → GAIS Göteborg  | Allsvenskan    | 9          | 4          | 3     | 1     | 0      | 0      | 12     | 5      |
| 2024/25 | Burton Albion FC | League One     | 14         | 1          | 7     | 0     | 0      | 0      | 21     | 1      |
| 2024/25 | → De Graafschap  | Eerste divisie | 6          | 1          | 0     | 0     | 0      | 0      | 6      | 1      |
| Totaal  | Totaal           | Totaal         | 100        | 23         | 13    | 3     | 1      | 0      | 114    | 26     |

Bijgewerkt op 2 maart 2025.